# Danh sách số phát sóng Hoa hậu người Hoa Quốc tế
Dưới đây là danh sách các số phát sóng cuộc thi Hoa hậu người Hoa Quốc tế và thông tin đi kèm.
| Năm  | Số                            | Ngày                          | Địa điểm                                                | Nước đăng cai                 | Số thí sinh                   |
| ---- | ----------------------------- | ----------------------------- | ------------------------------------------------------- | ----------------------------- | ----------------------------- |
| 1988 | Thứ nhất                      | Ngày 2 tháng 10               | Nhà hát Lợi, Hồng Kông                                  | Hồng Kông                     | 17                            |
| 1989 | Thứ 2                         | Ngày 17 tháng 12              | Đô thị TV, Hồng Kông                                    | Hồng Kông                     | 20                            |
| 1990 | Tạm hoãn đến tháng 2 năm 1991 | Tạm hoãn đến tháng 2 năm 1991 | Tạm hoãn đến tháng 2 năm 1991                           | Tạm hoãn đến tháng 2 năm 1991 | Tạm hoãn đến tháng 2 năm 1991 |
| 1991 | Thứ 3                         | Ngày 10 tháng 2               | Đô thị TV, Hồng Kông                                    | Hồng Kông                     | 23                            |
| 1992 | Thứ tư                        | Ngày 26 tháng 1               | Đô thị TV, Hồng Kông                                    | Hồng Kông                     | 21                            |
| 1993 | Thứ 5                         | Ngày 10 tháng 1               | Đô thị TV, Hồng Kông                                    | Hồng Kông                     | 27                            |
| 1994 | Thứ 6                         | Ngày 23 tháng 1               | Đô thị TV, Hồng Kông                                    | Hồng Kông                     | 21                            |
| 1995 | Thứ 7                         | Ngày 22 tháng 1               | Đô thị TV, Hồng Kông                                    | Hồng Kông                     | 19                            |
| 1996 | Thứ 8                         | Ngày 27 tháng 1               | Đô thị TV, Hồng Kông                                    | Hồng Kông                     | 19                            |
| 1997 | Thứ 9                         | Ngày 26 tháng 1               | Đô thị TV, Hồng Kông                                    | Hồng Kông                     | 19                            |
| 1998 | Thứ 10                        | Ngày 25 tháng 1               | Đô thị TV, Hồng Kông                                    | Hồng Kông                     | 17                            |
| 1999 | Thứ 11                        | Ngày 14 tháng 2               | Đô thị TV, Hồng Kông                                    | Hồng Kông                     | 17                            |
| 2000 | Thứ 12                        | Ngày 6 tháng 2                | Caesars Palace, khu Paradise, tiểu bang Nevada          | Hoa Kỳ                        | 19                            |
| 2001 | Thứ 13                        | Ngày 20 tháng 1               | Đô thị TV, Hồng Kông                                    | Hồng Kông                     | 20                            |
| 2002 | Thứ 14                        | Ngày 27 tháng 1               | Thiên đường Trường Long, thành phố Quảng Châu           | Trung Quốc                    | 19                            |
| 2003 | Thứ 15                        | Ngày 25 tháng 1               | Đô thị TV, Hồng Kông                                    | Hồng Kông                     | 20                            |
| 2004 | Thứ 16                        | Ngày 17 tháng 1               | Đô thị TVB, Hồng Kông                                   | Hồng Kông                     | 21                            |
| 2005 | Thứ 17                        | Ngày 29 tháng 1               | Đô thị TVB, Hồng Kông                                   | Hồng Kông                     | 22                            |
| 2006 | Thứ 18                        | Ngày 21 tháng 1               | Đô thị TVB, Hồng Kông                                   | Hồng Kông                     | 17                            |
| 2007 | Thứ 19                        | Ngày 20 tháng 1               | Foshan City News & Broadcast Centre, thành phố Phật Sơn | Trung Quốc                    | 21                            |
| 2008 | Thứ 20                        | Ngày 26 tháng 1               | Foshan City News & Broadcast Centre, thành phố Phật Sơn | Trung Quốc                    | 23                            |
| 2009 | Thứ 21                        | Ngày 17 tháng 1               | Foshan City News & Broadcast Centre, thành phố Phật Sơn | Trung Quốc                    | 28                            |
| 2010 | Thứ 22                        | Ngày 5 tháng 11               | Tianjin Goldin Metropolitan Hotel, thành phố Thiên Tân  | Trung Quốc                    | 24                            |
| 2011 | Tạm hoãn đến tháng 1 năm 2012 | Tạm hoãn đến tháng 1 năm 2012 | Tạm hoãn đến tháng 1 năm 2012                           | Tạm hoãn đến tháng 1 năm 2012 | Tạm hoãn đến tháng 1 năm 2012 |
| 2012 | Thứ 23                        | Ngày 15 tháng 1               | Đô thị TVB, Hồng Kông                                   | Hồng Kông                     | 28                            |
| 2013 | Thứ 24                        | Ngày 24 tháng 2               | Đô thị TVB, Hồng Kông                                   | Hồng Kông                     | 16                            |
| 2014 | Thứ 25                        | Ngày 26 tháng 1               | Đô thị TVB, Hồng Kông                                   | Hồng Kông                     | 16                            |
| 2015 | Thứ 26                        | Ngày 25 tháng 1               | Đô thị TVB, Hồng Kông                                   | Hồng Kông                     | 18                            |
| 2016 | Thứ 27                        | Ngày 23 tháng 1               | Đô thị TVB, Hồng Kông                                   | Hồng Kông                     | 14                            |
| 2017 | Thứ 28                        | Ngày 15 tháng 1               | Arena of Stars, cao nguyên Genting, bang Pahang         | Malaysia                      | 16                            |
| 2018 | Thứ 29                        | Ngày 3 tháng 2                | Đô thị TVB, Hồng Kông                                   | Hồng Kông                     | 16                            |
| 2019 | Thứ 30                        | Ngày 2 tháng 3                | Đô thị TVB, Hồng Kông                                   | Hồng Kông                     | 19                            |

## Quốc gia/Vùng lãnh thổ theo số lần đăng cai
| Quốc gia/Vùng lãnh thổ | Số lần đăng cai | Các năm                                                     |
| ---------------------- | --------------- | ----------------------------------------------------------- |
| Hồng Kông              | 23              | 1988-1989, 1991-1999, 2001, 2003-2006, 2012-2016, 2018-2019 |
| Trung Quốc             | 5               | 2002, 2007-2010                                             |
| Malaysia               | 1               | 2017                                                        |
| Hoa Kỳ                 | 1               | 2000                                                        |

- Không cuộc thi nào được tổ chức vào các năm 1990 và 2011.